# Challenge Ameryk w Curlingu 2021
Challenge Ameryk w Curlingu 2021 – turniej, który odbył się w dniach 29–31 października 2021 w kanadyjskim Lacombe.
Był to ósmy challenge Ameryk w curlingu. Po raz drugi rywalizowała w nim Kanada. Udział wzięły jedynie reprezentacje męskie.

## System rozgrywek
Wszystkie reprezentacje rozegrały ze sobą po dwa mecze.

## Reprezentacje
| Państwo  | Czwarty                 | Trzeci           | Drugi               | Otwierający    | Rezerwowy          |
| -------- | ----------------------- | ---------------- | ------------------- | -------------- | ------------------ |
| Brazylia | Marcelo Cabral de Mello | Ricardo Losso    | Gilad Kempenich     | Filipe Nunes   | Henrique Kempenich |
| Kanada   | Brendan Bottcher        | Darren Moulding  | Brad Thiessen       | Karrick Martin | Patrick Jenssen    |
| Meksyk   | Jesus Barajas           | Ramy Cohen Masri | Christopher Barajas | Alex Sanchez   | -                  |

pogrubieniem oznaczono skipów.

## Wyniki
Kanada -  Brazylia 11:2

 Brazylia -  Meksyk 9:6

 Kanada -  Meksyk 14:1

 Kanada -  Brazylia 10:1

 Brazylia -  Meksyk 7:2

 Kanada -  Meksyk 11:1

## Klasyfikacja końcowa
|  | Kwalifikacja na Mistrzostwa Świata Mężczyzn 2022 |
|  | Kwalifikacja na World Qualification Event 2022   |

|   | Państwo  | Skip                    |
| - | -------- | ----------------------- |
| 1 | Kanada   | Brendan Bottcher        |
| 2 | Brazylia | Marcelo Cabral de Mello |
| 3 | Meksyk   | Jesus Barajas           |